# Bier- und Oktoberfestmuseum

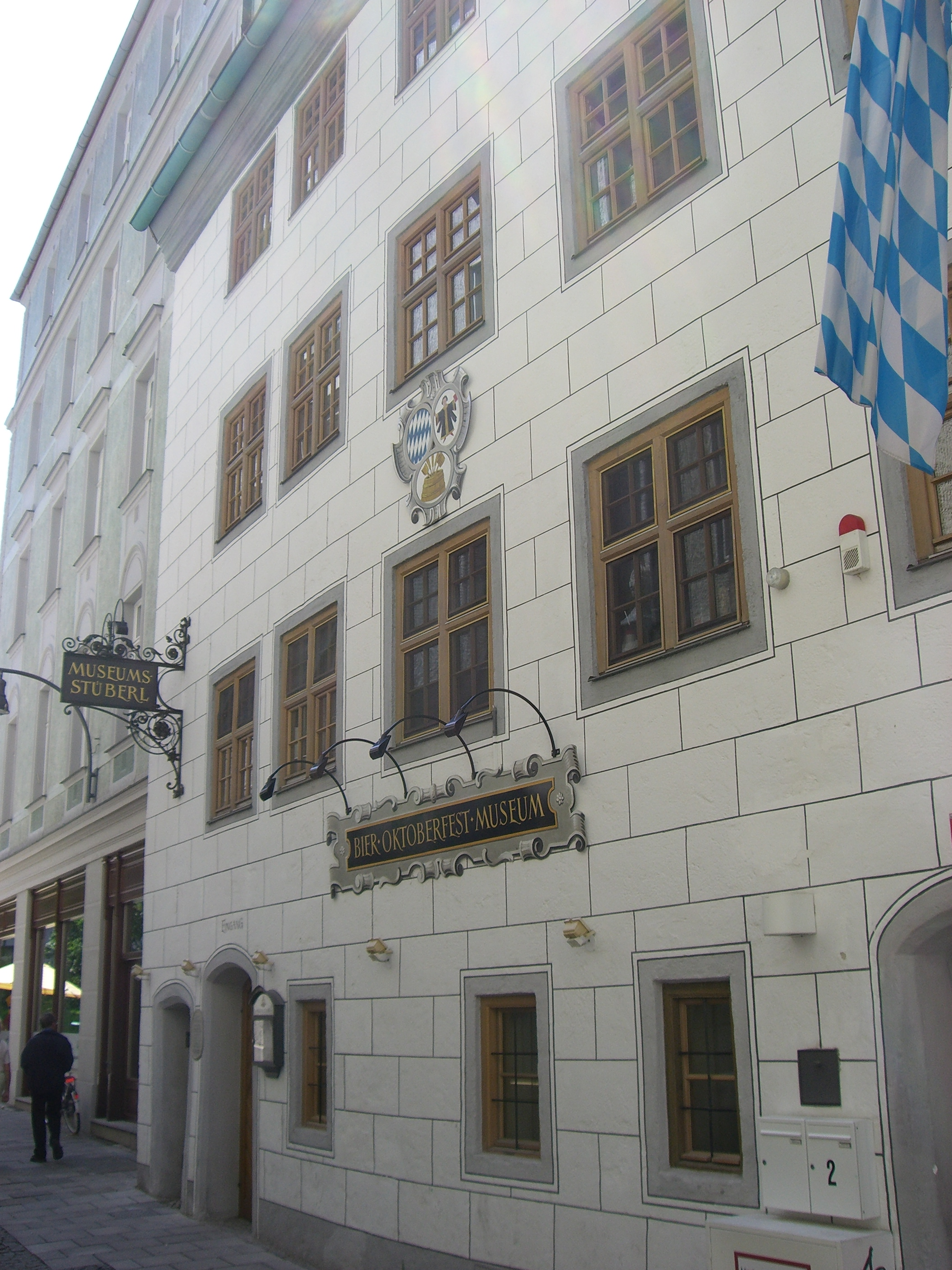
Façade du musée.

Le Bier- und Oktoberfestmuseum ou « Musée de la bière et de l'Oktoberfest » est un musée de Munich consacré à l'histoire de la bière (au rez-de-chaussée) et de l'Oktoberfest (aux étages).
Il a été inauguré le 7 septembre 2005 dans une vieille bâtisse datant de 1327 et située dans la vieille ville, Sterneckerstrasse 2. On y retrouve des expositions variées héritées du Deutsches Brauereimuseum, des cours de dégustation de la bière, une boutique et un débit de boissons.